# Меннерс, Генри, 2-й граф Ратленд
Генри Меннерс (англ. Henry Manners; 23 сентября 1526 — 17 сентября 1563) — английский аристократ, 13-й барон де Рос и 2-й граф Ратленд с 1543 года.

## Биография
Генри Меннерс родился 23 сентября 1526 года. Он был старшим сыном Томаса Меннерса, 1-го графа Ратленда, и его жены Элеоноры Пастон.

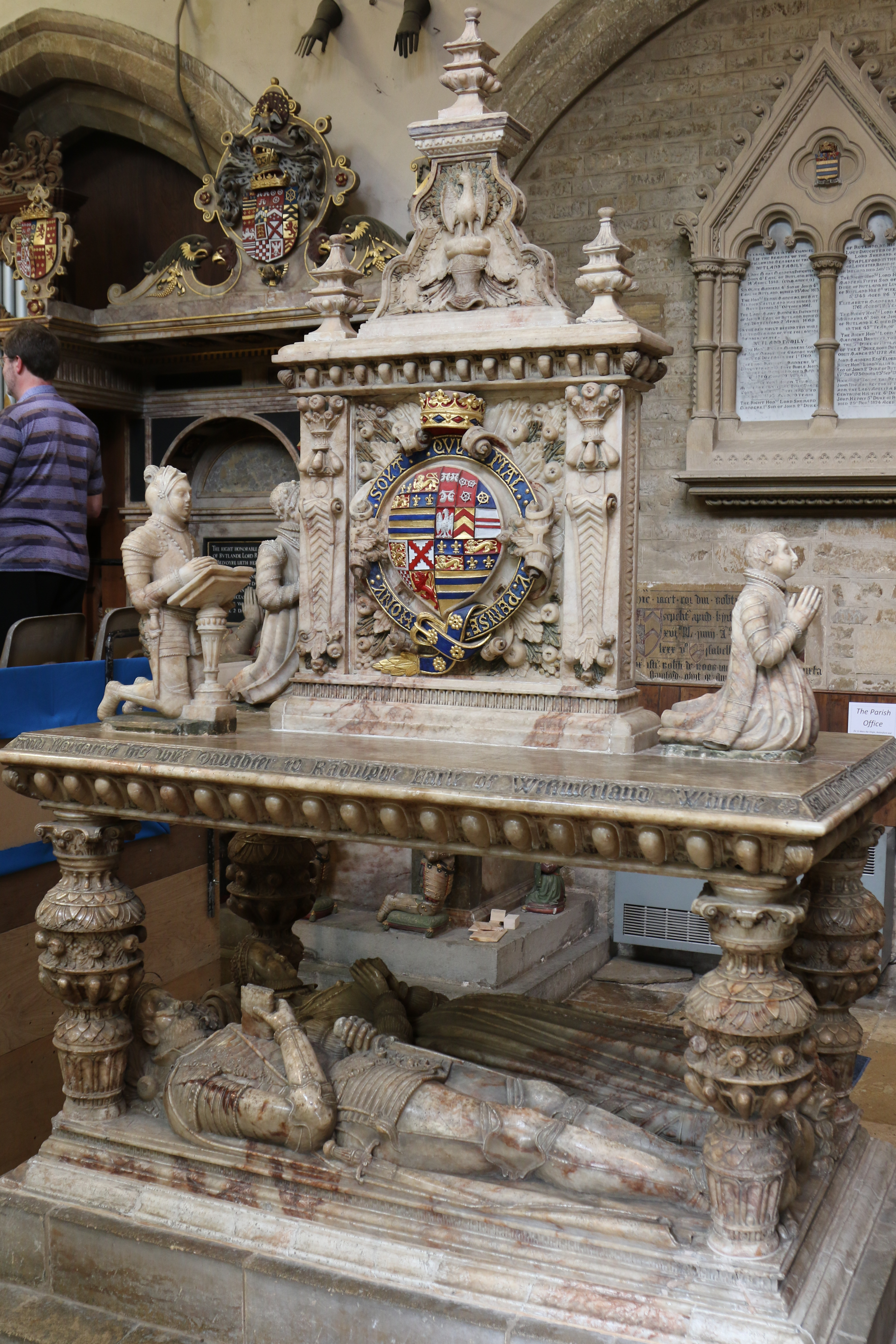
Гробница Генри Меннерса, 2-го графа Ратленда, в церкви Святой Девы Марии, Боттесфорд

Как и его отец, граф Генри занимал много должностей. В качестве смотрителя Шотландских марок он передал город Хаддингтон в июне 1549 года и отбил замок Фернихерст. Стремясь вернуться домой из-за плохого самочувствия своей матери в ноябре 1549 года, он должен был расследовать деятельность Томаса Уиндема, моряка, захватившего торговые суда в Ферт-оф-Форте. В декабре 1549 года его свекровь, вдовствующая герцогиня Уэстморленд, пожаловалась ему, что он поставил гарнизон итальянских солдат в Байуэлле, одной из её деревень. Он был произведен в адмиралы в 1556 году и в следующем году был генерал-капитаном кавалерии при осаде Сен-Кантене. При Елизавете I он стал лордом-лейтенантом Ноттингемшира и Ратленда, кавалером Ордена Подвязки и президентом Севера. Незадолго до смерти он завершил строительство замка Бельвуар.
После смерти короля Англии Эдуарда VI в 1553 году и Эдуарда Кортни, 1-го графа Девона, в 1556 году 2-й граф Ратленд стал предполагаемым наследником как старший мужской потомок Ричарда Плантагенета, 3-го герцога Йоркского.
Граф Ратленд умер в сентябре 1563 года и был похоронен в церкви Святой Марии Девы Марии, Боттсфорд в Лестершире. Его гробница, расположенная в центре алтаря рядом с гробницей его отца, сделана из алебастра и считается уникальной. Статуэтки лежат под украшенным образцом елизаветинского обеденного стола на тяжелых резных ножках, что наводит на мысль о попытке изобразить стол для причастия. Граф изображен в доспехах обычного образца, за исключением того, что нагрудная пластина состоит из многослойных пластин. Он носит корону, а его голова опирается на наклонный шлем. На нем цепь, доходящая почти до бедер, и орден Подвязки находится на левой ноге. В правой руке он держит закрытую книгу, а в левой — меч. У его ног лежит безрогий единорог. Его жена тоже в короне и одета по тогдашнему стилю, с отороченной горностаем мантией. Ее голова покоится на свитке, а ноги — на льве.

## Брак и потомство
Граф Ратленд был дважды женат. Его первой супругой 3 июля 1536 года стала Маргарет Невилл (? — 13 октября 1559), дочь Ральфа Невилла, 4-го графа Уэстморленда, и Кэтрин Стаффорд, от брака с которой у него было трое детей:
- Эдвард Меннерс, 3-й граф Ратленд (12 июля 1549 — 14 апреля 1587), старший сын и преемник отца
- Джон Меннерс, 4-й граф Ратленд (ок. 1559 — 24 февраля 1588)
- Элизабет Меннерс (ок. 1553 — ок. 1590), которая вышла замуж за сэра Уильяма V Кортни (1553—1630), де-юре 3-го графа Девонского (с 1557)

Между 1559 и 1560 годом граф женился на Бриджит Моррисон (ок. 1526 — 12 января 1600/1601), дочери Джона Хасси, 1-го лорда Хасси, и вдове Ричарда Моррисона. Её третьим мужем был Фрэнсис Рассел, 2-й граф Бедфорд.